# Närke
Närkeⓘ (Nericia) là một trong những tỉnh truyền thống của Thụy Điển (landskap). Tỉnh này giáp ranh với Västergötland, Värmland, Västmanland, Södermanland và Östergötland. Diện tích của Närke là 4.100 km² và dân số là 193.857.
Cũng giống như các tỉnh của Thuỵ Điển hiện nay không còn chức năng hành chính.